# فلوريان بيك
فلوريان بيك (بالألمانية: Florian Beck)‏ هو متزحلق جبال الألب ألماني، ولد في 7 يناير 1958 في Blaichach ‏ في ألمانيا.

## وصلات خارجية
- فلوريان بيك على موقع الاتحاد الدولي للتزلج (التزلج على المنحدرات الثلجية) (الإنجليزية)
- فلوريان بيك على موقع أوليمبيديا (الإنجليزية)